# كالفين والر
كالفن أوغسطين هوفمان والر (بالإنجليزية: Calvin Augustine Hoffman Waller)‏ (17 ديسمبر 1937 في باتون روج، الولايات المتحدة - 9 مايو 1996 في واشنطن العاصمة، الولايات المتحدة) ضابط في جيش الولايات المتحدة.

## النشأة والمسيرة المهنية
ولد لعائلة أمريكية أفريقية في باتون روج في ولاية لويزيانا في 17 ديسمبر 1937. تخرج من جامعة برايري فيو أند أم في عام 1959 بحصوله على شهادة البكالوريوس ومن كلية شيبنسبورغ في ولاية بنسلفانيا مع ماجستير في الإدارة العامة في عام 1978. قضى والر 32 عاما في جيش الولايات المتحدة وخدم في حرب فيتنام. شغل والر مجموعة متنوعة من الوظائف القيادية التي شملت: رئيس الأركان فرقة المشاة 24 (الآلية) في فورت ستيوارت في ولاية جورجيا والقائد العام في فرقة المشاة الثامنة (الآلية) في فيلق الجيش الأمريكي بأوروبا والجيش السابع.

### حرب الخليج الثانية
كان والر هو نائب القائد الأعلى للعمليات العسكرية مع القيادة المركزية للولايات المتحدة خلال حرب الخليج الثانية.

### فورت لويس والتقاعد
كانت آخر مهمة لوالر هي القائد العام للفيلق الأول في فورت لويس في واشنطن قبل تقاعده من الجيش برتبة فريق في 30 نوفمبر 1991.

### الموقف على «لا تسأل لا تخبر»
عارض والر بشدة السماح للمثليين بالعمل بشكل علني في القوات المسلحة للولايات المتحدة. خلال جلسات الاستماع في مجلس الشيوخ الأمريكي عام 1993 بشأن السماح للمثليين بالخدمة بشكل صريح في الجيش الأمريكي عارضها والر بشدة. أعلن أن «مقارنة خدمته في القوات المسلحة الأمريكية مع دمج المثليين يعتبر هجوما شخصيا».

## لاحقا
بعد تقاعده من الجيش انتقل والر إلى دنفر في ولاية كولورادو حيث شغل منصب الرئيس والرئيس التنفيذي لشركة التكنولوجيا البيئية ريك المحدودة. ثم أصبح نائبا أول لرئيس قسم برامج الطاقة لمجموعة إيكف كايزر للبيئة والطاقة. في يوليو 1995 أصبح والر نائب رئيس كايزر هيل لعمليات الموقع والتكامل في روكي فلاتس للتكنولوجيا البيئية.

### الوفاة
توفي والر في واشنطن العاصمة في 9 مايو 1996 في سن 58 بسبب مضاعفات من نوبة قلبية. قال رئيس الولايات المتحدة بيل كلينتون بعد أن علم عن وفاته أن «صعوده من بدايات متواضعة إلى أحد كبار الضباط الأمريكيين الأفارقة في الجيش الأميركي من خلال تحديد السقوط وسجل من الامتياز كان بمثابة مصدر إلهام لضباط الأقلية وغير الأقلية». كما أشار الرئيس كلينتون إلى سمعة والر بأنها «محترفة ومهنية وقائد متحمس».

## الجوائز والأوسمة
من بين الجوائز والأوسمة هي وسام الدفاع المتميز ووسام الخدمة المتميزة (جائزتان) ووسام الخدمة العليا للدفاع وميدالية النجمة البرونزية (مع مجموعة أوراق البلوط) ووسام الخدمة المتميزة (مع ثلاث مجموعات من أوراق البلوط) والميدالية الجوية ووسام ثناء الجيش وشارة المشاة القتالية وشارة المظلي الرئيسي.
تشمل جوائز والر المدنية جائزة مارتن لوثر كينغ الابن «الجندي الجاموس» من مؤتمر المساواة العنصرية وجائزة روي ويلكنز رينون للخدمة من الجمعية الوطنية للنهوض بالملونين ووسام جوقة الشرف من حكومة فرنسا ونجمة تكساس من ولاية تكساس.

## وصلات خارجية
- كالفن والر في موقع مقبرة أرلينغتون الوطنية